# SM UC-13
SM UC-13 – niemiecki podwodny stawiacz min z okresu I wojny światowej, trzynasty w kolejności okręt podwodny typu UC I. Zwodowany 11 maja 1915 roku w stoczni AG Weser w Bremie, został przyjęty do służby w Kaiserliche Marine 15 maja 1915 roku. Przewieziony w częściach nad Adriatyk, został nominalnie wcielony w skład Kaiserliche und Königliche Kriegsmarine pod nazwą U-25. W trakcie służby operacyjnej na Morzu Egejskim i Morzu Czarnym okręt odbył 3 patrole bojowe, podczas których zatopił 3 statki o łącznej pojemności 387 BRT, a jeden statek o pojemności 1280 BRT został uszkodzony. UC-13 został zniszczony 29 listopada 1915 roku, po wejściu na mieliznę na wschód od Bosforu.

## Projekt i budowa
Sukcesy pierwszych niemieckich U-Bootów na początku I wojny światowej (m.in. zatopienie brytyjskich krążowników pancernych HMS „Aboukir”, „Hogue” i „Cressy” przez U-9) skłoniły dowództwo Cesarskiej Marynarki Wojennej z admirałem Tirpitzem na czele do działań mających na celu budowę nowych typów okrętów podwodnych. Doceniając też wagę wojny minowej, 9 października 1914 roku ministerstwo marynarki zatwierdziło projekt małego podwodnego stawiacza min opracowanego przez Inspektorat Torped pod kierunkiem dr Wernera, oznaczonego później jako typ UC I.
Przyszły UC-13 zamówiony został 23 listopada 1914 roku jako trzynasty z serii 15 okrętów typu UC I (numer projektu 35a, nadany przez Inspektorat U-Bootów), w ramach wojennego programu rozbudowy floty. Został zbudowany w stoczni AG Weser w Bremie. Stocznia oszacowała czas budowy okrętu na 5-6 miesięcy. UC-13 otrzymał numer stoczniowy 227 (Werk 227). Stępkę okrętu położono 28 stycznia 1915 roku, a zwodowany został 11 maja 1915 roku.

## Dane taktyczno-techniczne
UC-13 był niewielkim, przybrzeżnym okrętem podwodnym o konstrukcji jednokadłubowej, którego koncepcja oparta była na projekcie jednostek typu UB I. Długość całkowita wynosiła 33,99 metra, szerokość 3,15 metra i zanurzenie 3,04 metra. Wysokość (od stępki do szczytu kiosku) wynosiła 6,3 metra. Wyporność w położeniu nawodnym wynosiła 168 ton, a w zanurzeniu 183 tony. Jednostka posiadała zaokrąglony dziób oraz cylindryczny kiosk o średnicy 1,3 m, obudowany opływową osłoną, a do jej wnętrza prowadziły dwa luki: jeden w kiosku i drugi w części rufowej, prowadzący do pomieszczeń załogi. Okręt napędzany był na powierzchni przez 6-cylindrowy, czterosuwowy silnik Diesla Daimler RS166 o mocy 90 koni mechanicznych (KM), a pod wodą poruszał się dzięki silnikowi elektrycznemu SSW o mocy 175 KM. Poruszający jedną trójłopatową, wykonaną z brązu śrubą (o średnicy 1,8 m i skoku 0,43 m) układ napędowy zapewniał prędkość 6,2 węzła na powierzchni i 5,22 węzła w zanurzeniu (przy użyciu na powierzchni silnika elektrycznego okręt był w stanie osiągnąć 7,5 węzła). Zasięg wynosił 910 Mm przy prędkości 5 węzłów w położeniu nawodnym oraz 50 Mm przy prędkości 4 węzłów pod wodą. Okręt zabierał 3,5 tony oleju napędowego, a energia elektryczna magazynowana była w akumulatorach składających się ze 112 ogniw, o pojemności 4000 Ah, które zapewniały 3 godziny podwodnego pływania przy pełnym obciążeniu.
Okręt posiadał dwa wewnętrzne zbiorniki balastowe. Dopuszczalna głębokość zanurzenia wynosiła 50 metrów, a czas zanurzenia 23-36 s. Okręt nie posiadał uzbrojenia torpedowego ani artyleryjskiego, przenosił natomiast w części dziobowej (poza kadłubem sztywnym) 12 min kotwicznych typu UC/120 w sześciu skośnych szybach minowych o średnicy 100 cm, usytuowanych jeden za drugim w osi symetrii okrętu, pod kątem do tyłu (sposób stawiania – „pod siebie”). Układ ten powodował, że miny trzeba było stawiać na zaplanowanej przed rejsem głębokości, gdyż na morzu nie było do nich dostępu (także zapalniki min trzeba było montować jeszcze przed wypłynięciem, co nie było rozwiązaniem bezpiecznym i stało się przyczyną zagłady kilku jednostek tego typu). Uzbrojenie uzupełniał jeden karabin maszynowy z zapasem amunicji wynoszącym 150 naboi. Okręt posiadał jeden peryskop Zeissa. Wyposażenie uzupełniała kotwica grzybkowa o masie 136 kg. Załoga okrętu składała się z 1 oficera (dowódcy) oraz 13 podoficerów i marynarzy.

## Przebieg służby
SM UC-13 został wcielony do służby w Cesarskiej Marynarce Wojennej 15 maja 1915 roku. Tego dnia dowódcą U-Boota mianowany został por. mar. Johannes Kirchner. 15 lipca okręt został w sekcjach przewieziony koleją do austro-węgierskiej bazy Pola nad Morzem Adriatyckim, gdzie został powtórnie zmontowany. Okręt nominalnie wcielono do K.u.K. Kriegsmarine pod nazwą U-25, jednak załoga pozostała niemiecka. Następnie okręt został wysłany do Turcji, a podczas rejsu postawił zagrodę minową nieopodal egejskiej wyspy Orak (na wschód od Bodrum), na której 26 sierpnia zatonął mały włoski żaglowiec „Sahina Noria” (37 BRT). 6 września okręt dotarł do Konstantynopola i został włączony w skład tamtejszego dywizjonu U-Bootów.
Po przystąpieniu do wojny po stronie państw centralnych Bułgarii, UC-13 był pierwszym niemieckim okrętem, który wpłynął do portu w Warnie, gdzie wkrótce powstała baza okrętów podwodnych. Na przełomie października i listopada okręt otrzymał uzbrojenie artyleryjskie w postaci działa kal. 57 mm. 15 listopada okręt wyszedł z Warny z misją niszczenia rosyjskiej komunikacji morskiej w rejonie Soczi. 22 listopada za pomocą działa zatopił dwie rosyjskie jednostki: trzymasztowy szkuner „Ukraina” (150 BRT) oraz motorowo-żaglowy statek „Marusia-Raja” (200 BRT); więcej szczęścia miał zbudowany w 1867 roku parowiec „Rostow” (1280 BRT), który uszkodzony przez pociski wyrzucił się na mieliznę w pobliżu Tuapse (później jednostkę ściągnięto z mielizny i wyremontowano).
Podczas powrotu z misji okręt wpłynął 26 listopada do tureckiego portu Zonguldak, a w dalszej drodze natrafił na silny sztorm i rankiem 29 listopada 1915 roku został wyrzucony na mieliznę 10 Mm na południowy wschód od wyspy Kefken (na pozycji 41°09′N 30°30′E/41,150000 30,500000). Wiadomość o zdarzeniu wysłana została przez załogę drogą radiową i na pomoc uwięzionemu okrętowi wyruszyły dwie tureckie kanonierki: „Yozgat” (typu Kastamonu) oraz „Taşköprü” (typu Taşköprü), jednak 10 grudnia w pobliżu wyspy Kefken oba okręty zostały przechwycone przez rosyjskie niszczyciele „Dierzkij”, „Gniewnyj” i „Biespokojnyj” i zniszczone ogniem artylerii. Załoga UC-13 wraz z cenniejszym wyposażeniem została ewakuowana przez holownik „Paris”, a kadłub niemieckiego okrętu został ostatecznie zniszczony ostrzałem artyleryjskim rosyjskich niszczycieli (11 stycznia 1916 roku uczyniły to „Sczastliwyj” i „Pronzitielnyj”, a 27 stycznia – „Gromkij” i „Pyłkij”).